# Laurent Bourgnon
 (mai 2015).
Si vous disposez d'ouvrages ou d'articles de référence ou si vous connaissez des sites web de qualité traitant du thème abordé ici, merci de compléter l'article en donnant les références utiles à sa vérifiabilité et en les liant à la section « Notes et références ».
Pour les articles homonymes, voir Bourgnon.
Laurent Bourgnon est un navigateur suisse né le 16 avril 1966 à La Chaux-de-Fonds et disparu en mer le 24 juin 2015 dans l'atoll de Toau en Polynésie française. Il a notamment remporté la Route du Rhum à deux reprises, en 1994 et 1998 ainsi que la Transat Jacques-Vabre, en double, en 1997 associé à son frère Yvan Bourgnon.

## Biographie

### Parcours de vie
Laurent Bourgnon est né à La Chaux-de-Fonds dans le Jura suisse, le 16 avril 1966, de parents commerçants boulangers. Ceux ci vendent leur commerce pour acheter un voilier, et dès l'âge de quatre ans, Laurent fait ses premiers pas sur ce bateau durant un voyage de deux ans dans les Caraïbes. Ils repartent trois ans pour un tour du monde en famille lorsqu'il a entre 13 et 16 ans.
Une traversée de l'Atlantique en 1986 à l'âge de 20 ans sur un engin de plage (Hobie Cat 18 de 5,40 m), le fait connaitre, et Laurent Bourgnon se lance dans la compétition.
Laurent Bourgnon est un touche-à-tout : skipper, pilote d'avion et d'hélicoptère, mécanicien et metteur au point, ingénieur et créateur.
Vainqueur des plus grandes épreuves transocéaniques sur son trimaran Primagaz dont deux Routes du Rhum, la Twostar, la Transat Jacques-Vabre, la Québec-Saint-Malo et bien d'autres épreuves.
Il s'investit aussi dans l'aéronautique pour développer et mettre au point un avion biplace de voyage, le MCR 01.
Laurent Bourgnon se consacre à partir de 1999 au rallye-raid automobile.
Le 24 juin 2015, il est porté disparu lors d'une plongée en Polynésie française dans le lagon de l'atoll de Toau. Les passagers, restés à bord de son bateau et ne le voyant pas revenir, préviennent les secours. Les recherches (par hélicoptère et bateaux) sont interrompues le 28 juin au soir, « l'hypothèse d'un accident de plongée, sans remontée du plongeur, reste la plus probable » selon le Centre de coordination et de sauvetage Polynésie. L'hypothèse la plus probable est qu'il ait été emporté vers le fond par un courant sortant dans une passe.

### Déboires fiscaux
En 2001, le navigateur est condamné avec sursis pour avoir établi de fausses factures au préjudice de la société Multi-Océans dont il est le gérant, et pour avoir dissimulé plusieurs millions de francs de primes de courses au fisc.

## Palmarès

### Voile
- 1986 : transatlantique en catamaran de plage Hobie Cat 18 avec Fred Giraldi
- 1987 : 2e de la Mini Transat 6.50, vainqueur de la 2e étape sur un bateau de série face aux prototypes plus rapides
- 1988 : vainqueur de la Solitaire du Figaro à sa première tentative, le plus jeune des concurrents avec l'un des plus vieux bateaux
- 1989 : chavirage lors de Lorient-St Barthélemy-Lorient en double, sur le catamaran 60' Limeil-Brévannes ex 33export[6] ; puis participant Course de l'Europe
- 1990 : 3e de la Route du Rhum sur le trimaran R.M.O

- 1991 : 
  - vainqueur de la Course de l'Europe OPEN UAP avec Jean Le Cam
  - vainqueur de La Baule-Dakar en solitaire malgré un flotteur cassé à mi-course
  - vainqueur du Trophée Clairefontaine

- 1992 : 
  - vainqueur de la Transat Québec-Saint-Malo en équipage sur Primagaz (ex R.M.O)
  - 5e de la transat en double

- 1993 : 2e de la Course de L'Europe, 1er de la Route du café, champion du monde des skippers de course au large

- 1994 :  
  - vainqueur de la Twostar - transat anglaise en double avec l'Américain Cam Lewis
  - record de la traversée de l'Atlantique Nord à la voile en solitaire sur Primagaz en 7 jours, 2 heures, 34 minutes et 42 secondes
  - vainqueur du Trophée Clairefontaine
  - vainqueur de la Route du Rhum
  - record de distance à la voile en 24 heures en solitaire sur Primagaz avec 540 milles marins
  - champion du monde des skippers de course au large

- 1995 : vainqueur de la Transat Jacques-Vabre en double avec Cam Lewis, vainqueur de la course de l'Europe, record : Marseille-Carthage (Méditerranée), champion du monde des skippers
- 1996 : chavirage dans l'OSTAR, 4e de la Transat Québec-Saint-Malo, champion du monde des skippers
- 1997 : vainqueur de la Transat Le Havre-Carthagène avec son frère Yvan, vainqueur de la course du Fastnet, record traversée de la Manche Cowes-Dinard, champion du monde des skippers
- 1998 : vainqueur de la Route du Rhum
- 1999 : tentative record de l'Atlantique en équipage, 3e de la Transat Jacques-Vabre en double avec Yvan Bourgnon
- 2001 : tentative record de l'Atlantique nord New York - Cap Lizard en équipage sur le cata 33 m avec Cam Lewis
- 2003 : 10e de la Transat Jacques-Vabre équipier avec Philippe Monnet

### Sport automobile
- 1999 : première participation Rallye Dakar[7]
- 2000 : 13e du Rallye Dakar
- 2001 : 10e du Rallye Dakar
- 2002 : 13e du Rallye Dakar
- 2003 : 24e du Rallye Dakar en buggy
- 2004 : 23e du Rallye Dakar en buggy
- 2005 : abandon au Rallye Dakar en buggy
- 2008 : 9e Rallye de Tunisie

## Voiliers
- Côte de Jade (Mini 6,50 plan Philippe Harlé) 1987
- Saint Brévin (half ton) 1988
- Limeil Brévannes puis RMO, catamaran 60 pi (18,29 m) 1989
- Primagaz, trimaran 60 pi (18,29 m) mis à l'eau en 1990 sous le nom R.M.O.

## Distinction
- Chevalier de la Légion d'honneur en 1997[8].